# Tenjin-dōri
Pour les articles homonymes, voir Tenjin (homonymie).
À ne pas confondre avec Tenjingawa-dōri (天神川通), une autre voie de Kyoto.
Le Tenjin-dōri (天神通, Tenjin-dōri) est une voie de l'ouest de Kyoto, dans les arrondissements de Kamigyō, Nakagyō et Shimogyō. Elle commence à l'Imadegawa-dōri et termine à l'Umekōji-dōri (ja). Elle est interrompue entre Rokkaku-dōri (六角通) et Gojō-dōri (ja), mais existe entre Shijō-dōri (en) et Matsubara-dōri (ja), sous le nom Nakamachi-dōri (仲町通, Nakamachi-dōri).

## Description

### Situation
Le Tenjin-dōri est une rue de l'extrême-ouest de l'arrondissement de Kamigyō, et de l'ouest de ceux de Nakagyō et Shimogyō. La rue fait son début à l'Imadegawa-dōri (今出川通), appelée dans cette section Nishi'imadegawa-dōri (西今出川通) et est interrompue juste après Rokkaku-dōri (六角通). Elle réapparaît à Shijō-dōri (en) (四条通) sous le nom Nakamachi-dōri (仲町通, Nakamachi-dōri) et est interrompue de nouveau à Matsubara-dōri (ja) (松原通). Elle réapparaît sous le nom Tenjin-dōri à Gojō-dōri (ja) (五条通) et termine à Umekōji-dōri (ja) (梅小路通), juste avant les rails des grandes lignes ferroviaires se rendant à la gare de Kyoto, à l'est. Un passage à niveau du tramway de Kyoto existe au sud de Shijō-dōri. Elle suit l'Onmae-dōri (ja) (御前通), l'ancienne avenue Ōmiya ouest (西大宮大路), à l'est et précède le Nishidoi-dōri (西土居通), l'ancienne allée Horikawa ouest (西堀川小路), à l'ouest,.
La circulation se fait en sens unique du sud au nord entre Imadegawa et Marutamachi, puis du nord au sud entre Marutamachi et Rokkaku. Entre Gojō et Umekōji, elle se fait du sud au nord. Aucun sens de la circulation n'est indiqué pour la section de Shijō à Matsubara. Sans la section « Nakamachi-dōri » de Shijō à Matsubara, la rue fait environ 3 700 mètres de long.

### Voies rencontrées
Du nord au sud, en sens unique. Les voies rencontrées de la droite sont mentionnées par (d), tandis que celles rencontrées de la gauche, par (g). Seules les rues ayant un nom sont listées.
1. Imadegawa-dōri (今出川通)[1],[5]
2. Ichijō-dōri (一条通)[1],[5]
3. Ninnaji-kaidō (仁和寺街道)[5]
4. Kaminoshimodachiuri-dōri (上ノ下立売通) [aussi appelé Myōshinji-michi (妙心寺道)][5]
5. Shimodachiuri-dōri (下立売通)[5]
6. Marutamachi-dōri (丸太町通)[5]
7. Yasuragi no Michi (やすらぎの道)
8. Kyūnijō-dōri (旧二条通)
9. Shinnijō-dōri (新二条通) [aussi appelé Taishi-michi (太子道)][5]
10. Kamioshikōji-dōri (上押小路通)
11. Oike-dōri (御池通)[5]
12. Aneyakōji-dōri (姉小路通)
13. Sanjō-dōri (ja) (三条通)[5]
14. Rokkaku-dōri (六角通)[1] [interruption de la rue]
15. Shijō-dōri (en) (四条通)[1] [apparition de Nakamachi-dōri]
16. Doinouchikita-dōri (土居ノ内北通)
17. Ayanokōji-dōri (ja) (綾小路通)
18. Doinouchi-dōri (土居ノ内通)
19. (d) Doinouchiminami-dōri (土居ノ内南通)
20. Bukkōji-dōri (ja) (仏光寺通)
21. (d) Takatsujikita-dōri (高辻北通)
22. Takatsuji-dōri (ja) (高辻通)
23. (d) Takatsujiminami-dōri (高辻南通)
24. Matsubara-dōri (ja) (松原通)[1] [fin de Nakamachi-dōri]
25. Gojō-dōri (ja) (五条通)[1] [réapparition de la rue]
26. Chūdōji-dōri (中堂寺通)
27. Chūdōjiminami-dōri (中堂寺南通)
28. Hanayachō-dōri (ja) (花屋町通)
29. Kitakōji-dōri (ja) (北小路通)
30. Shichijō-dōri (ja) (七条通)
31. Nishishiokōji-dōri (西塩小路通)
32. Hachijō-dōri (ja) (八条通)
33. Umekōji-dōri (ja) (梅小路通)[1]

### Transports en commun
Les bus du réseau d'autobus de Kyoto (ja) ne passent par sur la rue. Les arrêts les plus proches sont sur Nishiōji-dōri (ja), à l'ouest. Les arrêts principaux sont Kitano Hakubai-chō (北野白梅町, lignes 10, 15, 26, 50, 51, 52, 55, 203, 204, 205, Express202, Express205), en correspondance avec la gare éponyme (en) du tramway de Kyoto, Nishinokyō (ja) Enmachi-chō (西ノ京円町《ＪＲ円町駅》, lignes 15, 26, 91, 93, 202, 203, 204, 205, Navette Ritsumeikan, Express202, Express205), en correspondance avec la gare éponyme de la ligne Sagano, Nishiōji-Oike (西大路御池, lignes 26, 27, 75, 91, 202, 203, 205, Navette Ritsumeikan, Express202, Express205, Spécial27), en correspondance avec la station éponyme du métro de Kyoto (ligne Tōzai), Nishiōji-Shijō (西大路四条《阪急・嵐電西院駅》, lignes 3, 8, 11, 13, 18, 26, 27, 28, 29, 67, 69, 71, 75, 91, 202, 203, 205, Navette Ritsumeikan, Express202, Express205, Boucle13, Spécial13, Spécial27, Spécial71), en correspondance avec la gare de Saiin de la ligne Hankyu Kyoto et du tramway de Kyoto, Nishiōji-Gojō (西大路五条, lignes 13, 32, 43, 73, 75, 80, 202, 205, Express202, Express205, Boucle13, Spécial13, Spécial27), Nishiōji-Nanajō (西大路七条, lignes 13, 33, 43, 202, 205, 208, Express202, Express205, Boucle13, Spécial13, Spécial33) et Nishiōji-Hachijō (西大路八条, lignes 13, 43, 202, 208, Boucle13, Spécial13), en correspondance avec la gare de Nishiōji de la ligne JR Kyoto.

## Odonymie

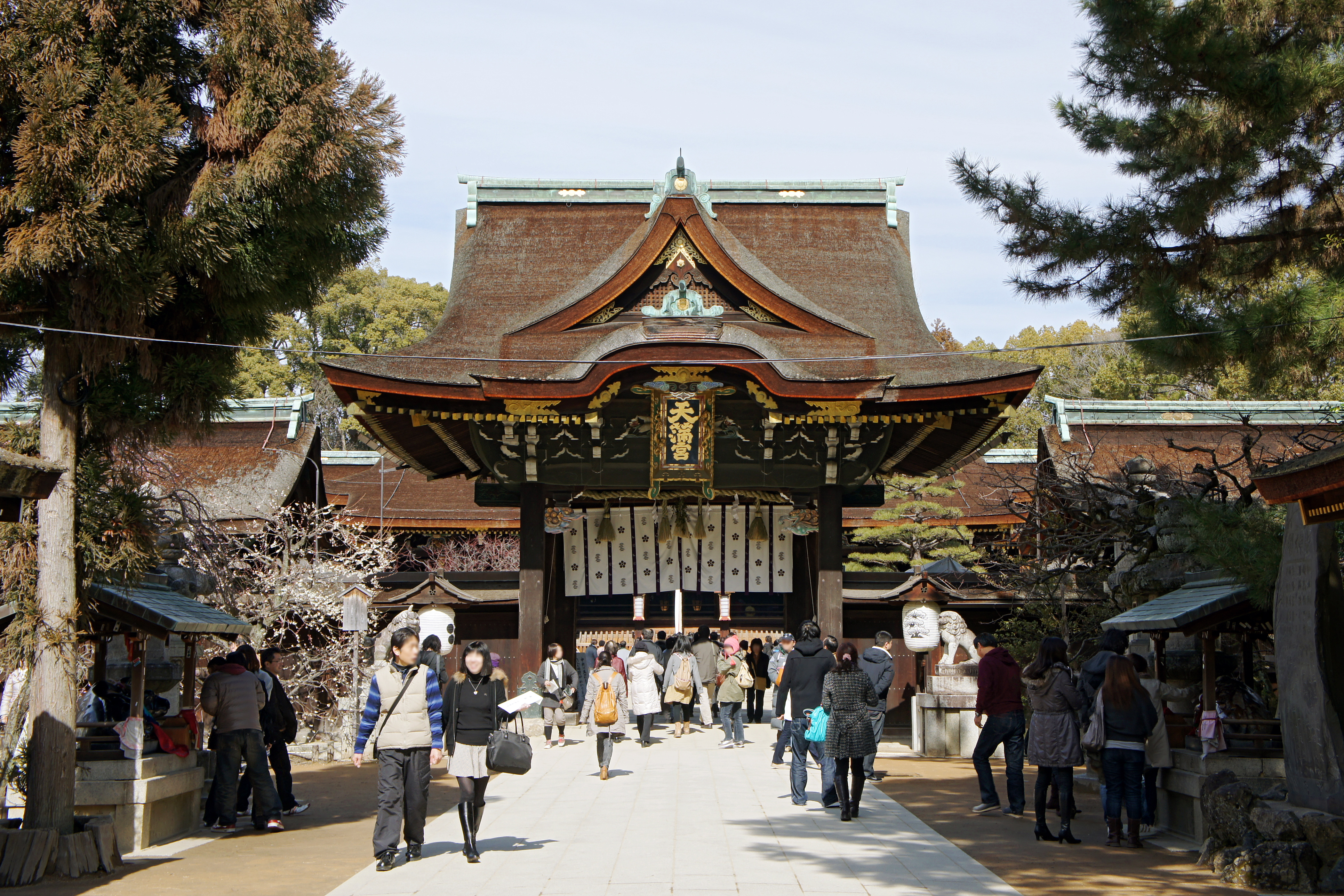
Le Kitano Tenman-gū.

La rue est aussi écrite « Tenjin-michi » (天神通/天神道). Il ne faut pas la confondre avec le Tenjingawa-dōri (天神川通), une voie plus à l'ouest nommée en fait après la rivière Tenjin (ja) (天神川).
« Tenjin » (天神), qui signifie « dieu (神) du Ciel (天) » et fait référence au dieu shinto des études, vient du sanctuaires shinto auquel mène la rue, à son extrémité nord,,. Il s'agit du Kitano Tenman-gū (北野天満宮) et son dieu Kitano-tenjin (北野天神), le sanctuaire où a commencé la vénération du « Tenjin »,,. Il était anciennement l'Ayako Tenman-gū (文子天満宮), nommé après sa fondatrice Tajihi no Ayako (多治比文子),. Plus au sud se trouve le sanctuaire Ichinoho-sha (一ノ保社), et son dieu Hototogisu-tenjin (時鳥天神), avec l'Anrakuji Tenman-gū (安楽寺天満宮),,.
« Nakamachi » (仲町), qui signifie « quartier (町) du centre (仲) », est le nom attribué à la rue entre Shijō-dōri et Matsubara-dōri,.
Le nom attribué à l'époque de la ville impériale, « Nishiyugei-kōji » (西靱負小路) était aussi prononcé « Nishi no yugei no kōji » ou encore « Nishi no yugei kōji » ou l'inverse en fonction de la particule « no » prononcé. « Yugei » (靱負) était aussi lu « Yukie ». « Nishiyugei-kōji » signifie « allée (小路) Yugei (靱負) ouest (西) », mais il n'existait pas d'allée Yugei est. Il est probable cependant que cela fasse référence à « Yugei/Yukie (no) kōji » (靱負小路),, un autre nom attribué à la portion de l'allée Inokuma (猪隈小路, Inokuma (no) kōji),, aujourd'hui Inokuma-dōri (ja) (猪熊通), au sud de l'avenue Naka (no) mikado (中御門大路, Naka (no) mikado (no) ōji), aujourd'hui Sawaragichō-dōri (中御門大路 et Marutamachi-dōri. « Yugei » serait en fait un autre nom pour l'Emon-fu (ja) (衛門府), un bureau gouvernemental dans la capitale responsable pour l'administration des portes et le jugement des étrangers capturés aux portes. Le quartier Yukue-chō (行衛町) de l'arrondissement de Kamigyō permet de rappeler le nom.

## Histoire
Tenjin-dōri correspond à l'allée Yugei ouest (西靱負小路, Nishiyugei-kōji) de la capitale impériale, créée à sa fondation en 794. Entre l'avenue Ichijō (一条大路) et l'allée Reizei (冷泉小路), actuelle Ebisugawa-dōri, la rue était bordée de kuriya-machi (厨町), type de quartiers pour loger les fonctionnaires de bas rang et ceux s'étant établis dans la capitale pour travailler à leur bureau gouvernemental respectif,. À l'intersection avec l'allée Nord (北小路), actuelle Kitakōji-dōri, se trouvait le marché ouest (西市) de la capitale. Au début de la période Heian (794-1185), on pouvait trouver la résidence du poète Ono no Takamura (小野 篁, 802-853) près de l'avenue Nijō, actuelle Kamioshikōji-dōri,. À cette même période, on trouvait un Hayato-shi (ja) (隼人司), un bureau pour administrer le peuple Hayato nouvellement subjugué, au carrefour avec l'avenue Tsuchimikado (土御門大路), actuel Ninnaji-kaidō. Il est déménagé en 808 après avoir été fusionné avec le ministère de la Guerre (en) et le terrain est par la suite devenue vide. Peu après la construction de la résidence de Ki no Tsurayuki (紀 貫之, 872-945) sur la rue, le sanctuaire Anrakuji Tenman-gū y est construit en 905, le premier des sept sous-sanctuaires du Kitano Tenman-gū. Sur la rue, entre Ichijō et Nijō, on pouvait trouver les quartiers des travailleurs du sanctuaire, qui pouvaient percevoir des déductions de taxes dû à leur métier,.
Des fouilles archéologiques ont révélé que la rue était en fait un chenal qui permettait l'acheminement de marchandises du nord au sud et qu'un sentier avait construit par-dessus très tôt après l'inauguration de l'allée. La chaussée mesurait alors entre 4 et 6 mètres, mais les fossés d'eau atteignaient deux fois cette longueur,,. Le marché ouest a commencé a tomber en déclin dès le milieu du IXe sièclei et l'allée a aussi perdu de l'importance dès le milieu de la période Heiani. Cependant, la zone près du marché a continué à exister jusqu'à la fin de la période Heian, et a pris le nom de Nishishichijō (西七条). La zone a continué à être habitée durant les époques Kamakura et Muromachi (1185-1573),,,. À la fin de la période Heian, un domaine féodal y est créé sous le nom de Koizumi-shō (小泉荘), entre Sanjō et de l'allée Rokujō Bōmon (六条坊門小路), actuelle Gojō-dōri. Certaines parties de la rue ont cependant été abandonées et converties en champs à la fin de la période Heian, avant d'être rouverts en route durant la période Muromachi,.
Durant l'époque d'Edo (1603-1868), la rue s'appelait Yukue-dōri (行衛通) et terminait à Shimodachiuri-dōri. Au sud étaient des champs. Après l'incendie du Hōei (ja) (宝永の大火), qui a dévasté le quartier impérial et le palais de la vieille capitale en 1708, plusieurs temples sont déplacés sur la rue, et à la fin de l'époque d'Edo, la rue avait été prolongée au sud jusqu'à Kyūnijō-dōri. Durant l'ère Shōwa (1926-1989), plusieurs entreprises de teinture yūzen étaient sur la rue.

## Patrimoine et lieux d'intérêt

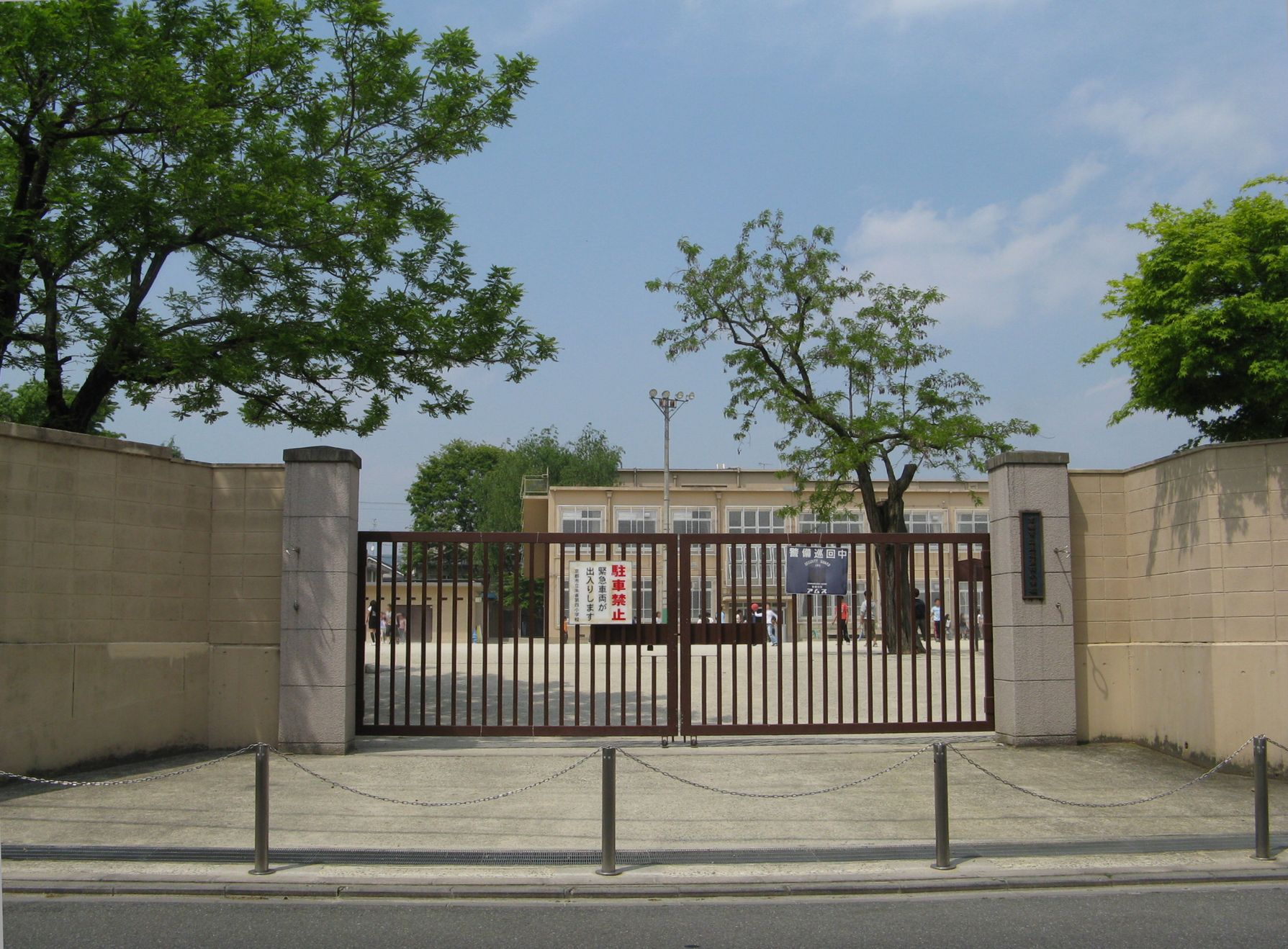
École primaire Suzaku Daiyon.

Au nord de la rue se trouve le sanctuaire Kitano Tenman-gū, dont elle tire son nom et qui fait partie des vingt-deux sanctuaires. Au sud d'Imadegawa se trouve le centre culturel Takatsu (高津古文化会館), où sont exposés des articles reliés aux films anciens. À Ichijō-dōri, la rue croise la rue commerçante Taishōgun (大将軍商店街), dont les commerces sont sur le thème des yōkai, les démons du folklore japonais, comme le musée de la parade nocturne des 100 démons (百鬼夜行資料館). Avant d'atteindre Ninnaji-kaidō, du côté est, se trouve la route d'approche du temple Hokke-ji (法華寺), dont l'entrée principale est sur la voisine Onmae-dōri.
Au sud de Ninnaji-kaidō, on peut le petit sanctuaire shinto Anrakuji Tenman-gū (安楽寺天満宮), avec l'Ichinoho-sha (一ノ保社), ou Ichinoho Tenman-gū (一之保天満宮),. Ceux-ci ont été déplacé en 1873 dans l'enceinte intérieure du Kitano Tenman-gū, mais l'emplacement original a aussi été préservév. Aussi au sud de Nin'naji se trouve la résidence de la famille Okutani (奥渓家住宅), une famille de médecins mandatés par l'empereur au temple Ninna-ji. La résidence, construite en 1726, est classée bâtiment historique,. Au nord de Myōshinji-michi se trouve l'entreprise Ōmura Kōgyō (大村工業), spécialisée dans la finition intérieure depuis 1913. Au sud de Myōshinji-michi se trouve le petit sanctuaire Tamafusa Inari-daimyōjin (玉房稲荷大明神), un des sept sous-sanctuaires du Kitano Tenman-gū. Au sud de Shimodachiuri, il y a la garderie Kyōwa (京和幼稚園), qui se tient sur les vestiges du sixième sous-sanctuaire. Au nord de Marutamachi, se trouve du côté ouest le temple Kekai-in (華開院), incendié durant la guerre d'Ōnin, puis déplacé à cet endroit en 1668. 
Au sud de Shin'nijō, est sur la rue l'école primaire Suzaku Daiyon (ja) (京都市立朱雀第四小学校), ouverte en 1929. Au nord d'Oike se trouve le petit temple Gokuraku-ji (安養山極楽寺). Au nord de Sanjō, on trouve les champs de tir à l'arc de l'école secondaire Kyoto Gaidai Nishi (ja) (京都外大西高等学校).